# Erioptera biaculeata
Erioptera biaculeata là một loài ruồi trong họ Limoniidae. Chúng phân bố ở miền Cổ bắc.